# ديتر ليمكه
ديتر ليمكه (بالألمانية: Dieter Lemke)‏ هو لاعب كرة قدم ألماني في مركز الهجوم، ولد في 14 أبريل 1956 في مندن في ألمانيا، وتوفي بنفس المكان في 15 فبراير 2015. لعب مع فورتونا كولن ونادي بوخوم.

## وصلات خارجية
- ديتر ليمكه على موقع قاعدة بيانات كرة القدم.إي يو (الإنجليزية)
- ديتر ليمكه على موقع بيانات كرة القدم. دي إي (الألمانية)